# Vasilissa Olga
Die Vasilissa Olga (griechisch Βασίλισσα Όλγα ‚Königin Olga‘, Kennung: D15/H86) war ein Zerstörer der griechischen Marine, der im Zweiten Weltkrieg zum Einsatz kam und der 1943 vor Leros in der Südlichen Ägäis versenkt wurde. Der Zerstörer, benannt nach der griechischen Königin Olga, gehörte der aus insgesamt zwei Einheiten bestehenden Vasilefs Georgios-Klasse an. Der Bauauftrag für beide Schiffe wurde an die britische Werft Yarrow Shipbuilders im schottischen Glasgow vergeben; die Schiffe stellten einen leicht modifizierten und vergrößerten Typ der britischen G-Klasse dar. Die Kiellegung der Vasilissa Olga fand am 1. Februar 1937 statt. Nach dem Stapellauf am 2. Juni 1938 erfolgte am 4. Februar 1939 die Indienststellung. Erster Kommandant des Zerstörers war Kapitän Michalis Zarokostas.

## Besonderheiten und Modifikationen
Obgleich auf einer britischen Werft erbaut, bestand die griechische Marine darauf, dass der neue Zerstörer nicht mit britischen 12-cm-Geschützen, sondern mit dem neuen deutschen 12,7-cm-Geschütz C/34 (L/45), das auch auf den Zerstörern der deutschen Klasse 1934 zum Einsatz kam, ausgerüstet werden sollte. Zudem erhielt die Vasilissa Olga vier 3,7-cm-Flak C/30 (L/83), die ebenfalls aus deutscher Produktion stammten.
Nach dem deutschen Einmarsch in Griechenland 1941 entkam der Zerstörer nach Alexandria und schloss sich der Royal Navy an. Dort erhielt die Vasilissa Olga zeitweilig die neue Kennung H86. Im Rahmen von umfangreicheren Umbauten und Modifikationen im Winter 1941/42, unter anderem kamen alle 3,7-cm-Flak, ein Torpedorohrsatz sowie die Maschinengewehre von Bord, wurde der Zerstörer entsprechend den Bedürfnissen der britischen Marine hinsichtlich der U-Boot-Jagd und des Geleitsicherungsdienstes umgerüstet. Der Zerstörer erhielt ein (britisches) 7,62-cm-Geschütz und sechs leichte 20-mm-Oerlikon-Kanonen. Um die U-Jagd-Kapazitäten zu verbessern, wurde zudem die Anzahl der Wasserbombenwerfer auf sechs und die Zahl der mitgeführten Wasserbomben von 17 auf 54 erhöht. Bei nach dem Werftaufenthalt durchgeführten Testfahrten erreichte die Vasilissa Olga eine Höchstgeschwindigkeit von 36,1 kn.

## Einsätze im Zweiten Weltkrieg

### 1940/41: Angriff Italiens und Balkanfeldzug
Nach einer relativ ereignislosen Dienstzeit zwischen 1939 und 1940, begann für die griechische Marine der Zweite Weltkrieg Ende Oktober 1940 mit dem Angriff Italiens auf Griechenland. Die Vasilissa Olga leistete hierbei zumeist Sicherungsdienste im Bereich der Kykladen, um Vorstöße italienischer U-Boote zu verhindern. Im Januar 1941 führte der Zerstörer einen nächtlichen Vorstoß in die Straße von Otranto durch, um dort etwaige italienische Nachschubtransporte anzugreifen; Erfolge wurden jedoch keine erzielt. Angesichts der begründeten Befürchtungen bezüglich eines deutschen Eingreifens auf dem Balkan, transportierte die Vasilissa Olga im Februar 1941 die Goldreserven der griechischen Staatsbank aus Sicherheitsgründen von Athen nach Kreta.
Ab April und besonders im Mai 1941, im Kontext des Angriffs der deutschen Wehrmacht auf Griechenland, erlitt die griechische Flotte durch deutsche Luftangriffe schwere Verluste, weswegen die verbliebenen Schiffe, der Panzerkreuzer Georgios Averoff, drei Zerstörer (darunter die Vasilissa Olga) und fünf U-Boote, im Mai 1941 nach Alexandria verlegt wurden; dort kam im gleichen Monat mit Lieutenant Commander Georgios Blessas auch ein neuer Kommandant an Bord. Die Schiffe der griechischen Marine wurden in den nachfolgenden Monaten in die Royal Navy integriert. Von Alexandria aus ging die Vasilissa Olga im Oktober 1941 durch den Sueskanal und verlegte zwecks einer geplanten Umrüstung nach Kalkutta, wo sie im November 1941 eintraf.

### 1942: Nachschubfahrten und U-Boot-Jagd im östlichen Mittelmeer
Nach einem längeren Werftaufenthalt in Kalkutta und umfangreichen Umbauten, kehrte die Vasilissa Olga im Februar 1942 ins Mittelmeer zurück und nahm in den Folgemonaten, zusammen mit britischen Zerstörern, an der Versorgung der vom deutschen Afrikakorps belagerten Festung Tobruk teil. Dabei rettete die Vasilissa Olga am 26. März 1942 vor Sidi Barrani 20 Überlebende des britischen Marinetankers Slavol (2.623 BRT), der zuvor von einem deutschen U-Boot versenkt worden war. Am 10. Juni 1942 barg der Zerstörer zudem 53 Überlebende von dem ebenfalls von einem U-Boot torpedierten und schwer beschädigten Marinetanker Brambleleaf (5.917 BRT) ab.
In der zweiten Jahreshälfte 1942 nahm die Vasilissa Olga, gemeinsam mit dem britischen Zerstörer Petard, an U-Boot-Jagd-Operationen im östlichen Mittelmeer teil. Hierbei gelang den beiden Zerstörern am 15. Dezember 1942 südlich von Malta die Versenkung des italienischen U-Bootes Uarsciek. Das U-Boot wurde durch Wasserbombenangriffe zum Auftauchen gezwungen und schließlich durch Artilleriefeuer versenkt, wobei 18 italienische Seeleute ums Leben kamen.

### 1943: Operationen gegen deutsche und italienische Konvois
Ab dem 8. Januar 1943 wurde die Vasilissa Olga, zusammen mit den britischen Zerstörern Pakenham und Nubian, gegen von Italien nach Tripolis laufende italienische und deutsche Nachschubgeleite eingesetzt. Dabei gelang der Zerstörergruppe am 19. Januar 1943 die Versenkung des kleinen deutschen Tankers Stromboli (475 BRT) vor der libyschen Küste.
Nach der Kapitulation der Achsenstreitkräfte in Nordafrika im Mai 1943, erfolgte der Ansatz der Vasilissa Olga gegen den unmittelbar vor der Küste Siziliens stattfindenden, küstennahen Konvoiverkehr der Achsenmächte. Zusammen mit dem britischen Zerstörer Jervis eingesetzt, und hierbei auch in die Besetzung der Insel Pantelleria durch die Alliierten eingebunden, konnten die beiden Zerstörer in der Nacht des 2./3. Juni 1943 vor dem Kap Spartivento einen italienischen Kleinkonvoi, bestehend aus dem kleinen Torpedoboot Castore (808 ts) und den beiden Frachtern Vragnizza (1.513 BRT) und Postumia (595 BRT), überraschen und attackieren. Im folgenden Gefecht wurde das Torpedoboot, das sich bei der Verteidigung der beiden Dampfer jedoch geschickt einsetzte, schließlich nach beinahe 90 Minuten Kampf, etwa gegen 3:15 Uhr, durch Artilleriebeschuss versenkt. Der aufopferungsvolle Einsatz der Castore ermöglichte jedoch beiden Frachtern die Flucht. Obgleich beide Transporter am 3. Juni noch Messina erreichen konnten, wurden sie wegen Beschussschäden bis zum Kriegsende allerdings nicht mehr in Fahrt genommen.

### September 1943: Operationen im Dodekanes
Im September 1943 wurde die Vasilissa Olga in die britische Offensive gegen die Inseln im Dodekanes miteinbezogen. Gemeinsam und in überlappendem Einsatz mit britischen Leichten Kreuzern und Zerstörern operierte das Schiff Mitte September vor allem gegen deutsche Nachschubkonvois in diesem Gebiet. Dabei gelang der Vasilissa Olga am 17. September gemeinsam mit den britischen Zerstörern Faulknor und Eclipse nördlich der Insel Astypalea die Vernichtung eines von Piräus nach Rhodos laufenden und aus zwei Frachtern und einem Sicherungsschiff bestehenden deutschen Kleinkonvois; die Transporter Pluto (1.156 BRT) und Paula (3.754 BRT) wurden dabei versenkt, das Sicherungsfahrzeug, der kleine U-Boot-Jäger UJ 2104 (400 ts), wurde so schwer beschädigt, dass es sich in der Küste Astypaleas auf Grund setzen musste. Später wurde das Schiff aufgegeben.
In der dritten Septemberwoche wurde die Vasilissa Olga zu Truppentransporten herangezogen, dabei überführte das Schiff am 24./25. September unter anderem Teile der Long Range Desert Group und Nachschub von Alexandria nach Leros.

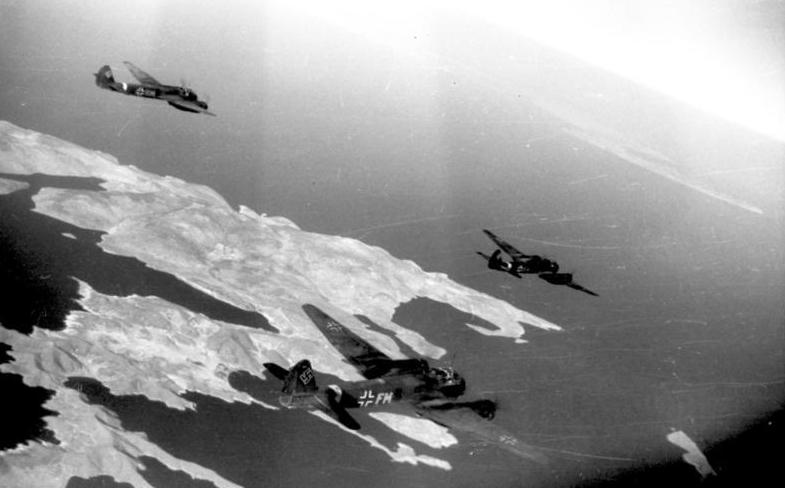
Deutsche Ju-88-Bomber über Astypalea im Dodekanes (PK-Aufnahme von 1943)

## Untergang derVasilissa Olga
Am 26. September 1943, während die Vasilissa Olga auf der Reede von Lakki, dem Hafen von Leros, vor Anker lag, geriet der Zerstörer in einen Angriff von 25 deutschen Ju-88-Bombern des Lehrgeschwaders 1 auf Lakki. Dabei trafen innerhalb weniger Minuten zwei 250-Kilogramm-Bomben das Schiff.
Die erste Bombe schlug auf der Kommandobrücke ein und tötete dabei unter anderem Lieutenant Commander Blessas. Die zweite Bombe traf den mittschiffs liegenden Torpedorohrsatz und verursachte eine heftige Folgeexplosion, die das Schiff in der Mitte durchbrechen ließ. Innerhalb von knapp 15 Minuten sank die auseinandergebrochene Vasilissa Olga auf Grund, wobei der Bug noch beinahe drei Stunden lang aus dem Wasser ragte. Von 162 Besatzungsangehörigen kamen 72, darunter der Kommandant, ums Leben. Bei dem gleichen Angriff auf Lakki wurde auch der britische Zerstörer Intrepid so schwer beschädigt, dass er einen Tag später aufgegeben werden musste.

## Verbleib

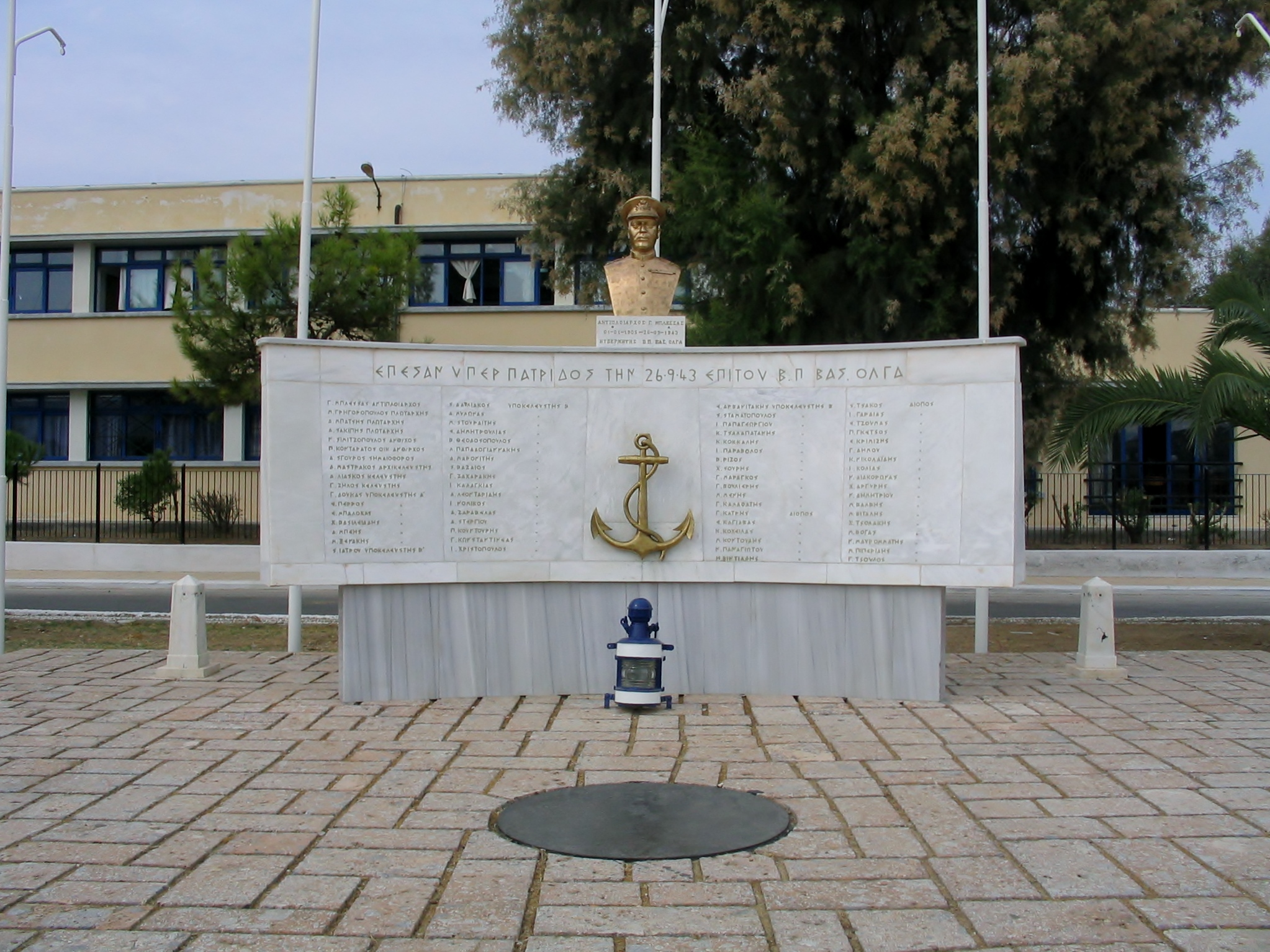
Denkmal in Lakki

Das Wrack der Vasilissa Olga liegt noch heute vor Lakki, etwa acht Meter unter der Wasseroberfläche. Zur Erinnerung an die beim Untergang Getöteten wurde in der kleinen Hafengemeinde ein Mahnmal errichtet.